# Mikura-jima
Mikura-jima (jap. 御蔵島) ist eine Vulkaninsel im Pazifischen Ozean. Sie gehört geographisch zum Archipel der Izu-Inseln und zählt, wie die gesamte Inselgruppe, administrativ zur japanischen Präfektur Tokio. 

## Geographie
Mikura-jima liegt etwa 200 km südlich von Tokio und 22 km südlich der benachbarten Insel Miyake-jima, mit der sie die Unterpräfektur Miyake (三宅支庁, Miyake-shichō) bildet. Die nahezu runde Insel hat einen Durchmesser von knapp 6 km und weist eine Fläche von 20,51 km² auf. Die ganze Insel wird von dem bis zu 851 m hohen Schichtvulkan Oyama (御山, gelegentlich als Miyama fehlgelesen) gebildet, dessen letzter Ausbruch jedoch etwa 6000 Jahre zurückliegt.
Die 326 Einwohner (Stand: 1. März 2021) leben im Dorf Mikurajima (御蔵島村, -mura), das die gesamte Insel umfasst; die Bevölkerungsdichte beträgt 16 Ew./km².